# Origgio
Origgio (Urìcc in dialetto locale, AFI: [uˈritʃ]) è un comune italiano di 8 061 abitanti della provincia di Varese, in Lombardia.
Il comune è posto all'estremità meridionale della provincia, distante circa 20 chilometri a nord-ovest dal centro della città di  Milano e 29 sud-est dal centro del capoluogo provinciale. Fa parte del territorio del Basso varesotto.

## Geografia fisica

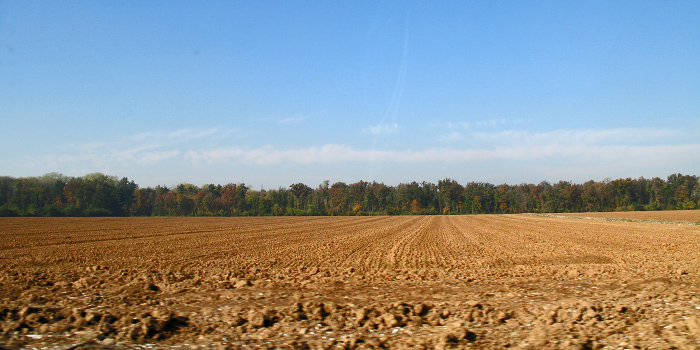
La zona agricolo-boschiva di Origgio, sullo sfondo il Bosco del Conte

### Territorio
Il comune di Origgio è situato nella zona alluvionale dell'alta Pianura Padana, ad una quota di 194 m s.l.m.
Il territorio di Origgio è, praticamente per la quasi totalità, pianeggiante e attraversato, nella zona agricolo-boschiva, dal torrente Bozzente. 
Origgio condivide con i comuni di Uboldo e Cerro Maggiore un grande bosco di robinie e querce, chiamato Bosco del Conte. Questo bosco sorge nella vecchia zona di spaglio del torrente Bozzente. Attualmente è in corso la realizzazione del Parco Sovracomunale dei Mughetti, che si estenderà per 1 000 ettari nelle zone agricolo-boschive di Origgio, Uboldo e Cerro Maggiore, a tutela del corridoio ecologico del Bozzente e di una delle ultime zone verdi rimaste nella zona dell'Alto Milanese..

### Clima
Il clima di Origgio è di tipo continentale. Gli inverni sono freddi e presentano molte giornate di gelo. Le estati sono calde e afose. È frequente, anche se in costante diminuzione, il fenomeno della nebbia.
In base alla media trentennale di riferimento (1961-1990) della stazione meteorologica di Milano Malpensa, situata a circa 20 km in linea d'aria dal centro di Origgio, secondo l'Organizzazione Mondiale della Meteorologia, la temperatura media del mese più freddo, gennaio, si attesta attorno a +1 °C; quella del mese più caldo, luglio, è di circa +22 °C, quella media di circa +11 °C. Le precipitazioni medie annue sono pari a 1082 mm, con picco primaverile e autunnale e minimo relativo invernale.
Dal punto di vista legislativo il comune di Origgio ricade nella Classificazione climatica E in quanto i Gradi giorno della città sono 2 393, dunque il limite massimo consentito per l'accensione dei riscaldamenti è di 14 ore giornaliere dal 15 ottobre al 15 aprile.
| MILANO MALPENSA            | Mesi  | Mesi  | Mesi  | Mesi  | Mesi  | Mesi  | Mesi  | Mesi  | Mesi  | Mesi  | Mesi  | Mesi  | Stagioni | Stagioni | Stagioni | Stagioni | Anno    |
| MILANO MALPENSA            | Gen   | Feb   | Mar   | Apr   | Mag   | Giu   | Lug   | Ago   | Set   | Ott   | Nov   | Dic   | Inv      | Pri      | Est      | Aut      | Anno    |
| -------------------------- | ----- | ----- | ----- | ----- | ----- | ----- | ----- | ----- | ----- | ----- | ----- | ----- | -------- | -------- | -------- | -------- | ------- |
| T. max. media (°C)         | 6,1   | 8,6   | 13,1  | 17,0  | 21,3  | 25,5  | 28,6  | 27,6  | 24,0  | 18,2  | 11,2  | 6,9   | 7,2      | 17,1     | 27,2     | 17,8     | 17,3    |
| T. min. media (°C)         | −4,4  | −2,5  | 0,4   | 4,3   | 9,0   | 12,6  | 15,3  | 14,8  | 11,5  | 6,4   | 0,7   | −3,6  | −3,5     | 4,6      | 14,2     | 6,2      | 5,4     |
| Precipitazioni (mm)        | 67,5  | 77,1  | 99,7  | 106,3 | 132,0 | 93,3  | 66,8  | 97,5  | 73,2  | 107,4 | 106,3 | 54,6  | 199,2    | 338,0    | 257,6    | 286,9    | 1 081,7 |
| Giorni di pioggia          | 6     | 6     | 8     | 9     | 10    | 9     | 6     | 8     | 6     | 7     | 8     | 6     | 18       | 27       | 23       | 21       | 89      |
| Umidità relativa media (%) | 78    | 76    | 69    | 73    | 74    | 74    | 74    | 73    | 74    | 77    | 80    | 80    | 78       | 72       | 73,7     | 77       | 75,2    |
| Vento (direzione-m/s)      | N 3,3 | N 3,3 | N 3,4 | N 3,5 | N 3,3 | N 3,2 | N 3,1 | N 3,0 | N 3,1 | N 3,1 | N 3,4 | N 3,3 | 3,3      | 3,4      | 3,1      | 3,2      | 3,3     |

## Storia
Da Oleoductus, nome romano di Origgio, passava la via Varesina, che metteva in comunicazione Mediolanum (Milano) con Luganum (Lugano) passando da Varisium (Varese), da cui il nome della strada. Il nucleo originario del moderno comune di Origgio si sviluppò a partire dal XVII e IX secolo. Origgio appare con nomi differenti su vari documenti storici: Oleoductus, Oleoductum, Uduluctum, Udrugium, Udrigium, Urugio.
Dall'835 al 1480 Origgio fu possesso degli abati di S. Ambrogio. Poi fece parte dei possedimenti dei Borromeo.
Nel 1558 Origgio risultava nei registri dell'estimo del ducato di Milano (Estimo di Carlo V).
Nel censimento del 1751 ad opera della II giunta si contavano ad Origgio circa 995 abitanti non si trovava alcun documento che attestasse lo stato d’infeudazione del paese. Il comune non disponeva di un consiglio generale, ma solo di un console e di due sindaci. 
Nel 1786 a seguito del compartimento territoriale della Lombardia austriaca il comune di Origgio venne inserito nella provincia di Milano mentre nel 1798 il comune di Origgio venne inserito nel distretto di Saronno.
Nel 1801 Origgio fu collocato nel distretto di Gallarate. Il comune nel 1805 aveva circa 910 abitanti.
Nel 1853 il comune di Origgio era compreso nel cantone di Saronno (distretto di Gallarate) e aveva circa 1 540 abitanti.

### Simboli
Lo stemma e il gonfalone sono stati concessi con DPR del 19 maggio 1965. Lo stemma si può blasonare: partito: il primo d'oro, alla testa barbuta di profilo di un vecchio frate cistercense; il secondo di azzurro, a tre anelli d'oro intrecciati; il tutto abbassato al capo di argento, caricato di una croce di rosso.
La testa di un frate cistercense ricorda come l'abbazia di Sant'Ambrogio ne fosse giurisdizione ecclesiastica dall’835 fino al 1480; i tre anelli sono simbolo dei Borromeo.

## Monumenti e luoghi d'interesse

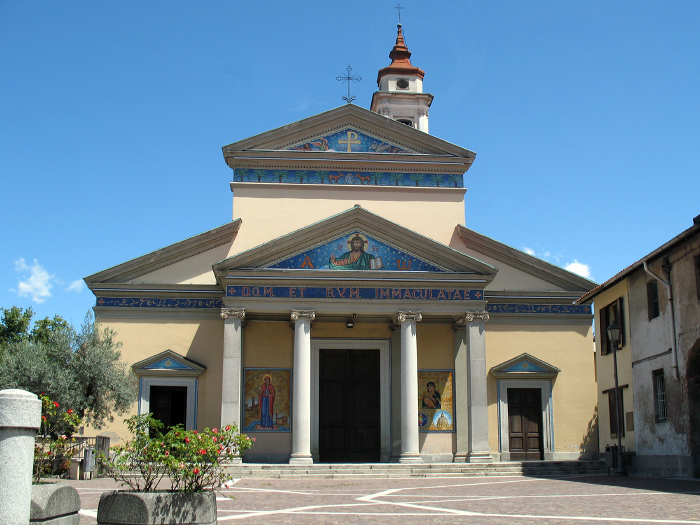
La chiesa della Beata Vergine Maria Immacolata di Origgio

### Architetture religiose

#### Chiesa della Beata Vergine Maria Immacolata Concezione
È la chiesa parrocchiale del comune. L'edificio e le opere contenute sono del 1700. La chiesa è stata successivamente ampliata nel 1912. Negli ultimi anni sono stati eseguiti vari interventi di restauro. Vi sono tuttora conservati dipinti del 1700 che raffigurano episodi della vita di san Carlo Borromeo e numerosi mosaici realizzati nell'ultimo decennio. È composta da una navata principale e da due navate laterali secondarie. La piazza antistante, in occasione di determinate festività, viene utilizzata per manifestazioni religiose e musicali.
Il campanile è alto 47 metri e possiede un concerto di 6 campane in Sib2 fuse da Luigi e Giorgio Ottolina di Seregno 1949.

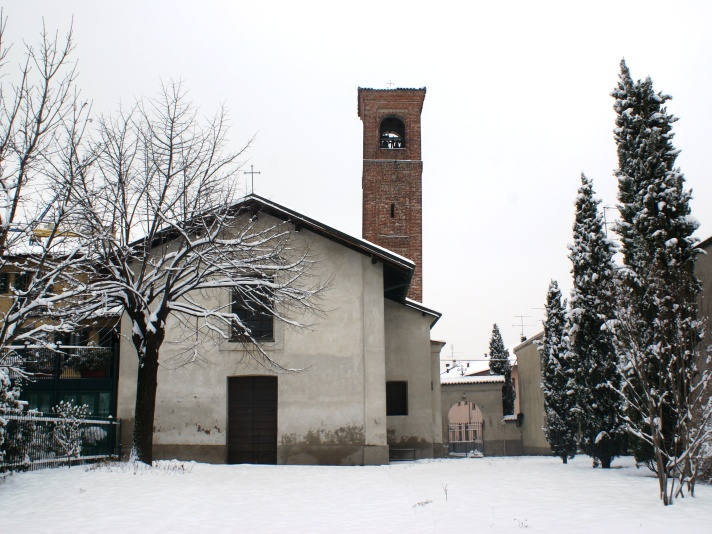
La Chiesa di San Giorgio dopo una nevicata

#### Chiesa di San Giorgio
La Chiesa di San Giorgio è nota nel paese per l'inclinazione del suo campanile. La sua costruzione risale all'epoca longobarda, come dimostrato da un atto di vendita dell'anno 1181 . Divenne successivamente chiesa parrocchiale.
Nel 1596 venne costruito il nuovo campanile, la sacrestia e l'abside. Venne inoltre ampliata in senso longitudinale, spostando quindi l'ingresso principale. Da ultimo si provvedette alla costruzione di una nuova cappella contenente un ciclo di affreschi sulla nascita di Cristo e un grande crocifisso ligneo del XV secolo.
Nel 1701 perse il ruolo di chiesa parrocchiale, essendo stata costruita l'attuale parrocchia dedicata all'Immacolata concezione. Da questo momento la chiesetta cadde in uno stato di trascuratezza fino ai primi decenni del 900 quando si provvedette al suo restauro. Ora si celebrano funzioni nei periodi festivi, oltre a numerosi matrimoni.

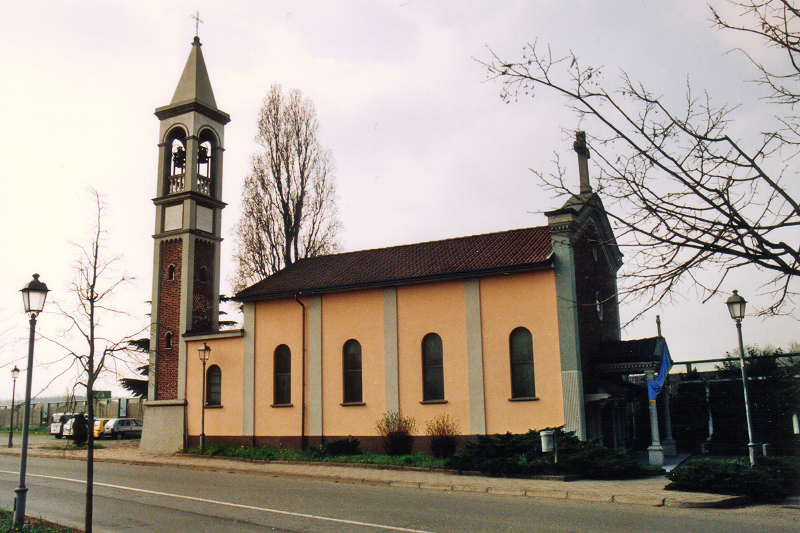
Il Santuario della Madonna del Bosco

#### Santuario della Madonna del Bosco
Il santuario è situato lungo la strada che porta alla Cascina Muschiona, poco dopo il cimitero. Originariamente vi era una cappella dedicata alla Madonna Addolorata, fatta risalire all'epoca medievale. Veniva comunemente chiamata dagli Origgesi con l'appellativo di Madonna del Bosco in quanto posta al limitare dell'allora zona boschiva. La popolazione era molto devota a questa Madonna, tanto da compiere processioni e cortei invocando aiuto e protezione nei momenti di difficoltà.
Nel 1935 al posto della cappella (danneggiatasi in seguito ad un incidente) venne costruito, con l'ausilio di tutti gli operai e muratori origgesi, l'attuale santuario.

### Architetture civili

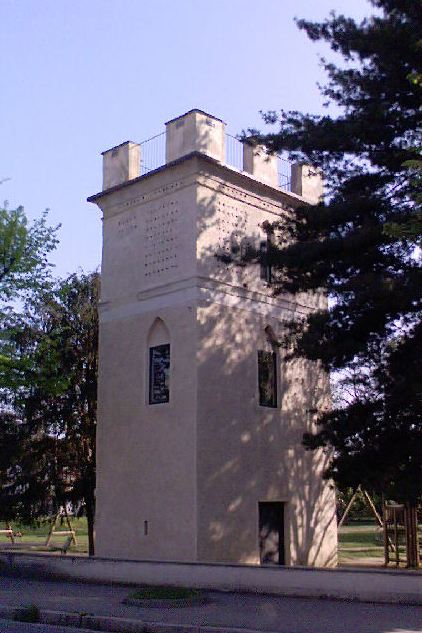
La Torre Schiaparelli

#### Torre ai Caduti
La Torre ai Caduti fu eretta in poco più di un anno a partire dal 1926, in ricordo, appunto, dei caduti della prima guerra mondiale. Al suo interno sono installati un serbatoio per l'acqua potabile e una grande campana. Attualmente è chiusa al pubblico e non visitabile se non in occasioni particolari.

#### Torre Schiaparelli
L'astronomo Giovanni Virginio Schiaparelli (1835-1919) compì ricerche molto importanti (in particolare riguardo alle comete) dall'alto di questa torre, situata all'interno del parco comunale.

#### Castello Borromeo
Fu costruito nel tardo medioevo, inizialmente caratterizzato da un ampio quadrilatero aperto solo su un lato e da una torre a scopo di difesa e avvistamento, attualmente conserva una pianta ad L. Durante il XVI secolo e nel corso del successivo vennero apportate delle modifiche alla struttura originaria, quali l'abbattimento dei corpi di fabbrica nord-orientali e la costruzione di un lungo e valorizzante viale d'accesso. Venne inoltre creato un grande giardino all'italiana, sfruttando le pendenza che separavano il piano-campagna dall'edificio. Agli interventi intercorsi nel Seicento risale la costruzione di una loggia barocca, realizzata alle spalle della torre. Attualmente, il castello è in parte adibito ad abitazione privata.

#### Villa Borletti
Villa Borletti è un importante edificio storico situato nel centro del paese. Si affaccia direttamente sulla piazza della Chiesa da un lato e sul retrostante parco comunale dall'altro. È una tipica villa lombarda settecentesca, nata come dimora di villeggiatura dei conti Borromeo, con annesso un grande giardino privato divenuto in seguito parco comunale. Dal 1801 al 1869 la villa diventa proprietà della famiglia Pedretti; viene poi acquistata, sempre come casa di villeggiatura, da Francesco Borletti, figlio di Maddalena Pedretti, sorella del proprietario Giuseppe Maria Pedretti. Borletti, ingegnere e docente di topografia al Regio Istituto Tecnico Superiore, è marito di Ester Schiaparelli, figlia del noto astronomo milanese Giovanni Schiaparelli. Nel 1967 Maddalena Borletti, unica figlia della coppia, vende la villa al comune di Origgio, che ha lo scopo di trasferirvi la sede del municipio. Verrà invece utilizzata come sede della biblioteca comunale. Una parte della villa viene altresì demolita, in quanto pericolante, per fare posto ad un parcheggio pubblico. Nei primi anni '90 la villa viene svuotata e dichiarata inagibile, a causa di gravi problemi statici e di conservazione. Nel corso del 2011 sono terminati i lavori di recupero e restauro.
Dal 2014 l'associazione Hesperia (aps-hesperia.it) ha preso in gestione l'edificio che rimane di proprietà comunale. I volontari dell'associazione, coadiuvati dalla popolazione origgese, hanno allestito in breve tempo, al piano terreno, una "Sala delle Arti e dei Mestieri" con oggetti di un tempo, una "Sala delle Colonne" ove si celebrano matrimoni civili ed una "Sala conferenze" che ospita convegni, riunioni, proiezioni di film e eventi culturali di ogni tipo. L'intero primo piano è dedicato a mostre di arte contemporanea curata da esperti del settore.

## Società

### Evoluzione demografica
Questo grafico indica l'evoluzione demografica di Origgio. Si può infatti notare come gli abitanti siano aumentati notevolmente con l'inizio del periodo del "boom economico" italiano. Abitanti censiti

## Cultura

### Musica
Svolge un ruolo molto importante nel paese il Corpo Musicale San Marco (nato nel 1937), di cui fanno parte una sessantina di musicanti.

### Eventi

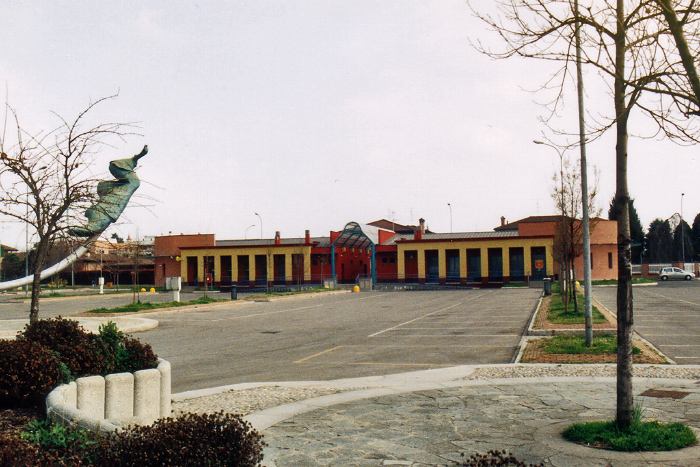
La piazza del mercato di Origgio e la palazzina sede delle associazioni

Nei giorni intorno al 25 aprile ogni anno si tiene ad Origgio la Fiera delle Merci e del Bestiame, che si articola su tutto il territorio comunale e che vede concorsi di bellezza e destrezza per bestiame di vario genere nelle categorie bovini, ovocaprini ed equini. Il 25 aprile le bancarelle occupano buona parte del paese e la quasi totalità del centro abitato (500 espositori circa nel 2006). Si svolgono inoltre una sfilata di carrozze con tiri da uno a dodici cavalli, gare di cavalli e soprattutto la mostra bovina con premiazioni gastronomiche.
La festa del paese si svolge la seconda domenica di settembre.

## Geografia antropica

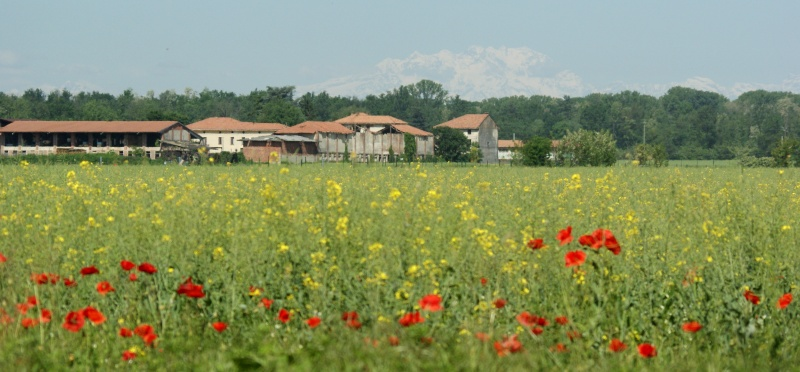
Panorama del territorio

### Frazioni
Prima del boom edilizio degli anni '50 i pochi abitanti di Origgio erano raccolti intorno alle grosse cascine. La memoria di questi nomi è giunta fino ad oggi:
- Villa Regina
- Cascina Streppina
- Cascina Muschiona
- Cascina S.Eustorgio
- Cascina Malingamba
- Cascina Fornace
- Bosco dei Conti Borromeo
- Cascina Maestroni
- Cascina Ferrario (loc. Broggio)

Quest'ultimo è posto ad ovest dell'abitato lungo la strada che conduce a Cantalupo di Cerro Maggiore, nelle vicinanze dell'uscita autostradale Origgio-Ovest e dei boschi dei Conti Borromeo. In località Cascina Broggio nacque nel 1869 il maratoneta Carlo Airoldi.

## Economia
Territorio a vocazione prevalentemente industriale anche se rimangono svariati ettari di terreno coltivato. I Principali prodotti del luogo sono le patate ed il mais. Grandi strutture industriali, refettori, capannoni e conviti sorgono ancora sul territorio a memoria delle attività del Linificio Nazionale ormai chiuso. Oggi hanno stabilimenti in Origgio le farmaceutiche Euticals, Formenti, Ciba e Sanofi, la chimico-vetraria O-I (produttrice di bottiglie in vetro che vanta un altoforno fra i più grandi d'Europa), l'azienda di grande distribuzione Bennet, la Fiege, specializzata in logistica, la Gedy SPA specializzata in accessori per bagno, l'ICR SpA, azienda leader nell'incisione di cilindri rotocalco, l'azienda cosmetica Yves Rocher e numerose altre medie imprese.

## Infrastrutture e trasporti

### Strade
Il territorio di Origgio è attraversato da strade, comunali, provinciali e statali, che lo collegano in modo diretto con i comuni limitrofi e più importanti della zona. In particolare:
- Strada statale 233 Varesina che collega Milano con Varese.
- Strada Provinciale 101; che collega Rho con Saronno.
- Strada Provinciale 16, del Canapificio; che collega Origgio con Saronno.

### Autostrade
Origgio è ben collegata alla rete autostradale italiana grazie alla presenza sul suo territorio dell'Autostrada A9 Lainate-Como Chiasso con lo svincolo di Origgio-Uboldo e l'Autostrada A8 Milano-Varese svincolo di Origgio Ovest.

### Ferrovie
Non sono presenti stazioni nel territorio comunale, i collegamenti ferroviari con tutta la regione, sono garantiti, grazie alla vicinanza della Stazione di Saronno delle Ferrovienord.

### Mobilità urbana
I collegamenti urbani e interurbani di Origgio sono gestiti da Air Pullman Spa e in parte da Movi bus Spa, che lo collegano con Saronno, Uboldo, Lainate, Rho e Milano.

## Amministrazione
Elenco dei Sindaci di Origgio dal 1996 ad oggi.
| Periodo | Periodo | Primo cittadino            | Partito                                            | Carica  | Note |
| ------- | ------- | -------------------------- | -------------------------------------------------- | ------- | ---- |
| 1996    | 2000    | Dott. Mario Angelo Ceriani | Lista civica                                       | Sindaco |      |
| 2000    | 2005    | Dott. Mario Angelo Ceriani | Lista civica di Centro-destra                      | Sindaco |      |
| 2005    | 2010    | Luca Panzeri               | Lista civica di Centro-destra "Per Origgio"        | Sindaco |      |
| 2010    | 2015    | Luca Panzeri               | Lista civica di Centro-destra "Panzeri Sindaco"    | Sindaco |      |
| 2015    | 2020    | Dott. Mario Angelo Ceriani | Lista civica di Centro-destra "ProMuovere Origgio" | Sindaco |      |
| 2020    |         | Evasio Regnicoli           | Lista Civica e Lega "La civica di Origgio"         | Sindaco |      |